# Лятович
Лятович (пол. Latowicz) — місто в Польщі, у гміні Лятович Мінського повіту Мазовецького воєводства.
Населення — 1413 осіб (2011).
1 січня 2023 року набуло статусу міста.
У 1975-1998 роках село належало до Седлецького воєводства.

## Демографія
Демографічна структура станом на 31 березня 2011 року:
|          | Загалом | Допрацездатний вік | Працездатний вік | Постпрацездатний вік |
| -------- | ------- | ------------------ | ---------------- | -------------------- |
| Чоловіки | 683     | 143                | 472              | 68                   |
| Жінки    | 730     | 173                | 403              | 154                  |
| Разом    | 1413    | 316                | 875              | 222                  |